# Uckerland
Uckerland est une commune allemande de l'arrondissement d'Uckermark, Land de Brandebourg.

## Géographie
La commune comprend les quartiers suivants :
- Fahrenholz avec le Gemeindeteil Lindhorst
- Güterberg avec le Gemeindeteil Carolinenthal
- Hetzdorf avec les Gemeindeteilen Gneisenau, Kleisthöhe, Lemmersdorf et Schlepkow
- Jagow avec les Gemeindeteilen Dolgen, Karlstein, Kutzerow, Lauenhof, Taschenberg et Uhlenhof
- Lübbenow
- Milow avec le Gemeindeteil Jahnkeshof
- Nechlin
- Trebenow avec les Gemeindeteilen Bandelow, Neumannshof et Werbelow
- Wilsickow
- Wismar avec le Gemeindeteil Hansfelde
- Wolfshagen avec les Gemeindeteilen Amalienhof et Ottenhagen

Elle comprend aussi les zones résidentielles Ausbau Wilsickow, Bandelow-Siedlung, Grünhagen, Hohen Tutow, Lemmersdorfer Mühle, Nechlin Ausbau, Ravensmühle, Schindelmühle, Taschenberg Ausbau et Zarnkehöfe.
| Strasburg |                            |                                                   |
| Woldegk   | Uckerland                  | Groß Luckow Jatznick Schönwalde Brietzig Rollwitz |
|           | Prenzlau Nordwestuckermark | Göritz                                            |

## Histoire
Toutes les municipalités appartiennent jusqu'au 30 juin 1950 au district de Prenzlau dans le Brandebourg. Le 1er juillet 1950, quatre communes (Güterberg, Milow, Wilsickow, Wismar) passent dans l'arrondissement de Pasewalk dans le Mecklembourg-Poméranie-Occidentale. Le 25 juillet 1952, les Länder de la RDA sont dissous par voie législative, 14 districts sont créés et les anciens arrondissements sont divisés en nouveaux. Ainsi, les quatre municipalités susmentionnées quittent l'arrondissement de Pasewalk pour l'arrondissement nouvellement créé de Strasburg ainsi que Fahrenholz, Jagow, Lemmersdorf, Lübbenow, Schlepkow et Wolfshagen.
Le 1er juillet 1950, Hetzdorf intègre Lemmersdorf. Le 1er janvier 1957, Werbelow intègre Trebenow. Le 1er août 1973, Bandelow intègre Trebenow. Le 2 mai 1979, Schlepkow intègre Lemmersdorf.
La commune d'Uckerland est formée le 31 décembre 2001 à la suite de la fusion des communes indépendantes de Fahrenholz, Güterberg, Jagow, Lemmersdorf, Luebbenow, Milow, Nechlin, Trebenow, Wilsickow, Wismar et Wolfshagen. Le nom de la municipalité d'Uckerland est inscrit dans l'accord de reconstruction municipale du 22 novembre 2001.
Fahrenholz est mentionné pour la première fois en 1287, Hetzdorf en 1286, Wismar en 1316, Schlepkows sous le nom de Slepecow et Trebenows en 1321, Lindhorst sous le nom de Lynthorst et Wilsickow en 1375, Güterbergs en 1608 sous le nom de Guetterberch, Carolinenthal en 1745 sous le nom de Mücken-Krug (le nom actuel date de 1818).

## Jumelages
- Węgorzyno (Allemagne)

## Infrastructures
Wilsickow se trouve sur la Bundesstraße 104 et Wolfshagen, Schlepkow sur la Bundesstraße 198.
Nechlin se trouve sur la ligne d'Angermünde à Stralsund.

## Personnalités liées à la commune
- Friedrich Wilhelm von Jagow (1771-1857), général né à Wolfshagen.
- Dietloff von Arnim (1876-1945), homme politique né à Güterberg.
- Ulrich Kasparick (né en 1957), homme politique